# Marilena
Marilena är en kommun i Brasilien.   Den ligger i delstaten Paraná, i den södra delen av landet, 900 km sydväst om huvudstaden Brasília. Antalet invånare är 6 854.
Trakten runt Marilena består i huvudsak av gräsmarker. Runt Marilena är det ganska glesbefolkat, med 29 invånare per kvadratkilometer.